# Espace pour la vie
L'Espace pour la vie est un complexe muséal regroupant cinq musées de sciences à Montréal, au Québec. 

Espace pour la vie (Biodôme et Planétarium), Montréal, 2024

La majeure partie du complexe est située dans ou autour de l'ancien Parc olympique de Montréal avec le Biodôme, un musée « vivant » situé dans l'ancien Vélodrome de Montréal ; l'Insectarium ; le Jardin botanique ; et le Planétarium. Depuis 2021, il comprend également la Biosphère, musée de l'environnement situé sur l'île Sainte-Hélène dans l'ancien pavillon des États-Unis de l'Exposition universelle de Montréal en 1967.
C'est le plus important complexe muséal en sciences du Canada.

## Mission
Par ses actions de diffusion, de conservation, d’éducation et de recherche, l’Espace pour la vie accompagne l’humain pour mieux vivre la nature.

## Historique
Dans le cadre du programme « Montréal 2025 », les quatre muséums montréalais dédiés à la nature déposent en 2009 un plan d'affaires comprenant cinq projets totalisant des investissements de 189 millions de dollars canadiens. Ces projets, dont la fin des travaux est prévue pour 2017, sont : le Centre sur la biodiversité de l'Université de Montréal (2010), un nouveau planétarium (2013), un « Écosystème humain » au Biodôme, l'Esplanade des Muséums nature, et le projet Métamorphose de l'Insectarium.
Annoncé le 12 avril 2021, la Biosphère s'ajoute à la structure d'Espace pour la vie.